# Dehault
Dehault ist eine französische Gemeinde mit 250 Einwohnern (Stand: 1. Januar 2022) im Arrondissement Mamers im Département Sarthe in der Region Pays de la Loire. Dehault gehört zum Kanton La Ferté-Bernard und zum Gemeindeverband Communauté de communes du Pays de l’Huisne Sarthoise. Die Einwohner werden Dehaultais genannt.

## Geographie
Dehault liegt etwa 33 Kilometer nordöstlich von Le Mans. Umgeben wird Dehault von den Nachbargemeinden La Chapelle-du-Bois im Norden und Osten, La Ferté-Bernard im Südosten, Saint-Aubin-des-Coudrais im Süden, Saint-Georges-du-Rosay im Westen und Südwesten sowie Nogent-le-Bernard im Nordwesten.

## Bevölkerungsentwicklung
| 1962                      | 1968 | 1975 | 1982 | 1990 | 1999 | 2006 | 2013 |
| ------------------------- | ---- | ---- | ---- | ---- | ---- | ---- | ---- |
| 292                       | 296  | 268  | 215  | 230  | 213  | 264  | 273  |
| Quelle: Cassini und INSEE |      |      |      |      |      |      |      |

## Sehenswürdigkeiten
- Kirche Saint-Sulpice
- Schloss Dehault aus dem 15. Jahrhundert, Umbauten aus dem 17./18. Jahrhundert, Monument historique seit 1981

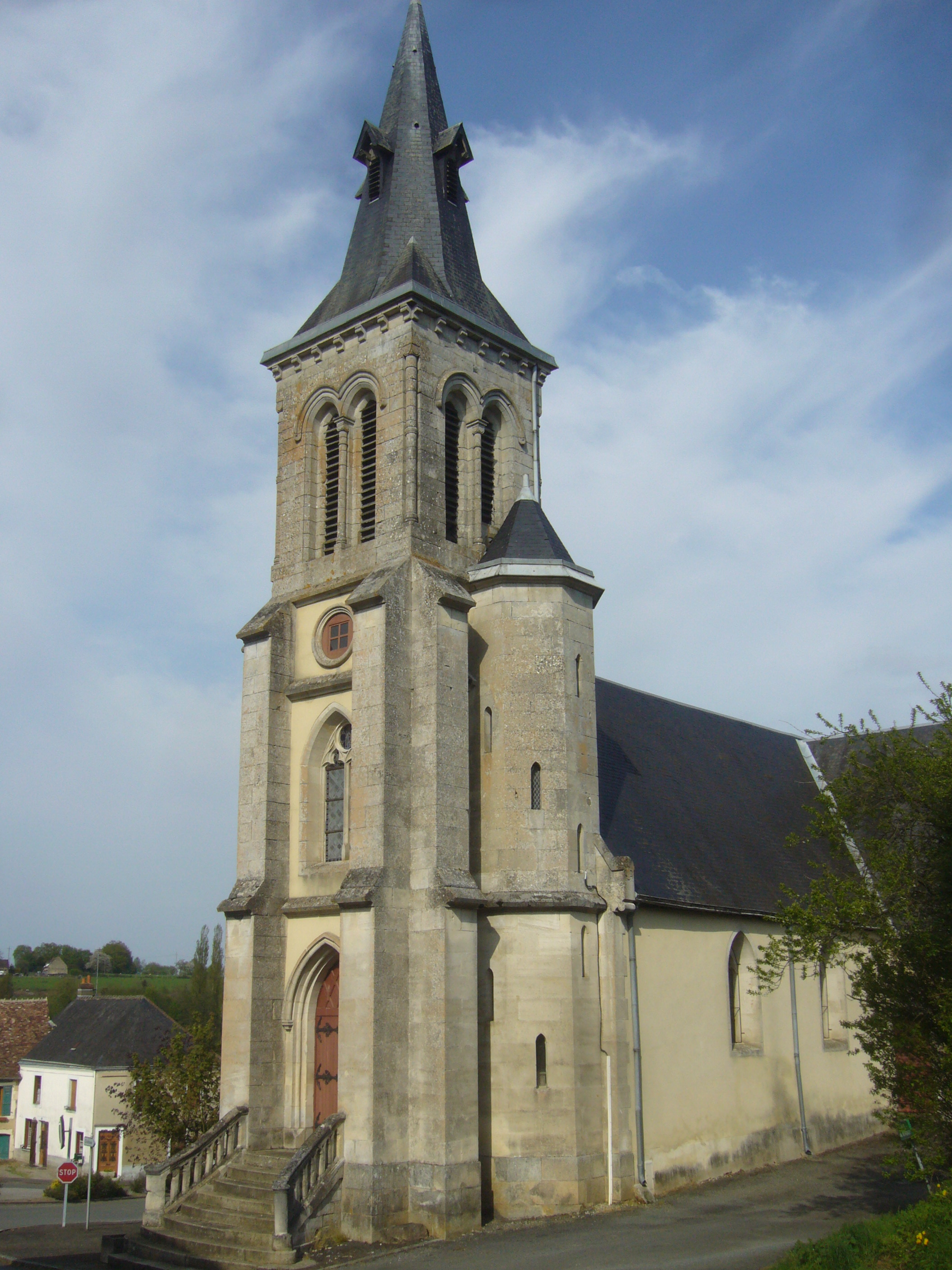
Kirche Saint-Sulpice
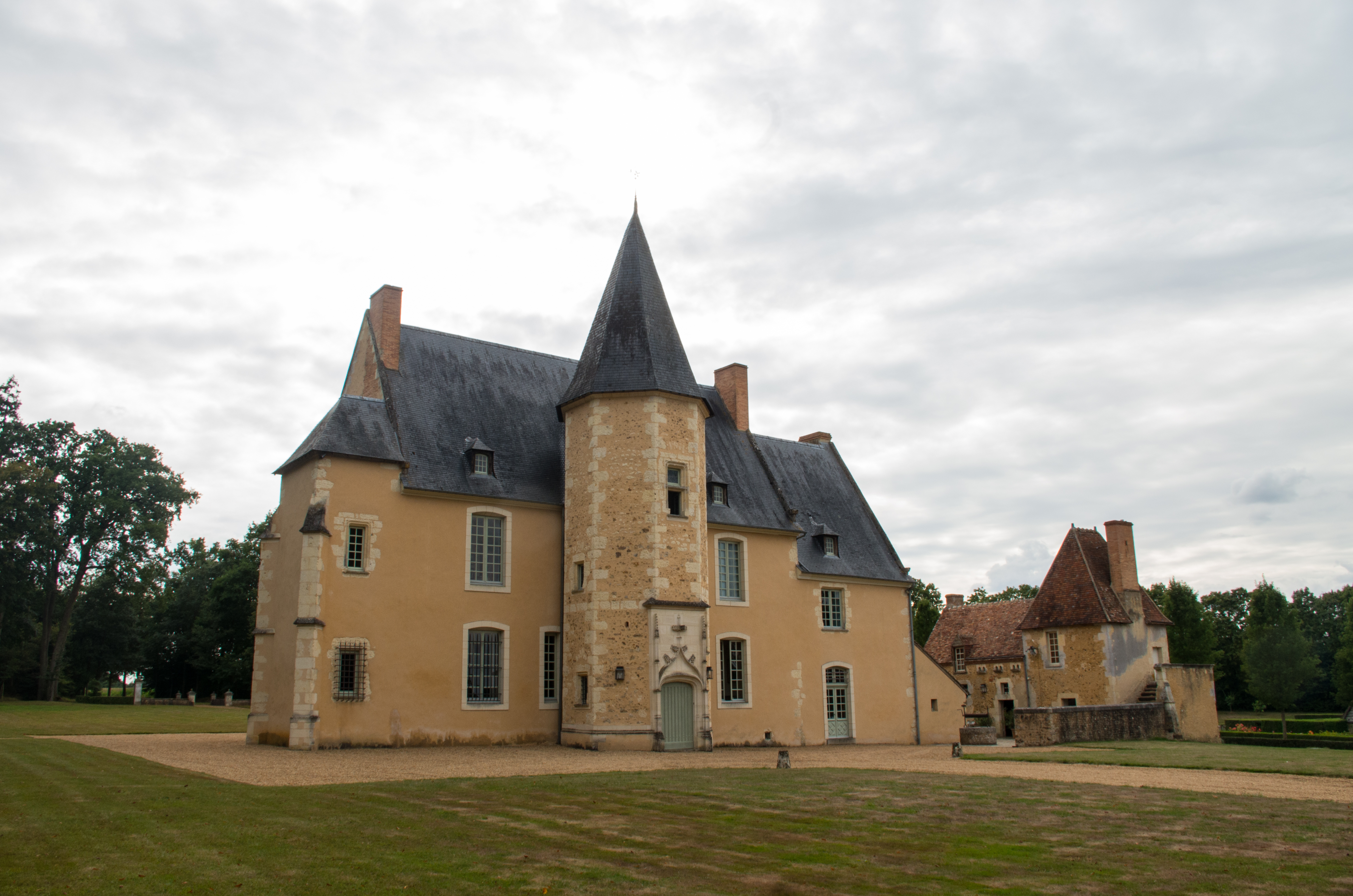
Schloss Dehault